# Liste des représentants permanents de la France auprès de l'OTAN

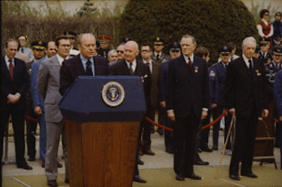
Le président des États-Unis, Gerald Ford, remet la Distinguished Service Medal du département de la Défense à François de Tricornot de Rose, le 29 mars 1976, pour services rendus en tant que représentant permanent à l'OTAN.

La liste des représentants permanents de la France auprès de l'OTAN recense, par ordre chronologique, les diplomates qui ont occupé le poste de représentant permanent de la France, avec rang et prérogatives d'ambassadeur, au Conseil de l'Atlantique nord, plus haute instance de l'Organisation du traité de l'Atlantique nord (OTAN), à Bruxelles.
La représentation permanente est située au siège de l'OTAN, sur le boulevard Léopold III à Bruxelles.

## Liste
| Représentant                  | Décret de nomination | Décret de nomination | Photo |
| ----------------------------- | -------------------- | -------------------- | ----- |
| Hervé Alphand                 | 11 avril 1952        | [ 3 ]                |       |
| Maurice Couve de Murville     | 22 octobre 1954      | [ 4 ]                |       |
| Alexandre Parodi              | 5 janvier 1955       | [ 5 ]                |       |
| Étienne de Crouy-Chanel (d)   | 1er août 1957        | [ 6 ]                |       |
| Geoffroy Chodron de Courcel   | 15 septembre 1958    | [ 7 ]                |       |
| Pierre de Leusse (d)          | 15 janvier 1959      | [ 8 ]                |       |
| François Seydoux de Clausonne | 18 septembre 1962    | [ 9 ]                |       |
| Pierre de Leusse (d)          | 5 février 1965       | [ 10 ]               |       |
| Roger Seydoux de Clausonne    | 4 juillet 1967       | [ 11 ]               |       |
| Jacques Kosciusko-Morizet     | 13 décembre 1968     | [ 12 ]               |       |
| François de Tricornot de Rose | 18 février 1970      | [ 13 ]               |       |
| Jacques Tiné                  | 13 octobre 1975      | [ 14 ]               |       |
| Claude Arnaud (d)             | 27 août 1979         | [ 15 ]               |       |
| Jean-Marie Mérillon           | 8 janvier 1982       | [ 16 ]               |       |
| Gilles Curien                 | 31 octobre 1984      | [ 17 ]               |       |
| Gabriel Robin                 | 9 février 1987       | [ 18 ]               |       |
| Jacques Blot (d)              | 16 décembre 1992     | [ 19 ]               |       |
| Gérard Errera                 | 23 août 1995         | [ 20 ]               |       |
| Philippe Guelluy (d)          | 24 juin 1998         | [ 21 ]               |       |
| Benoît d'Aboville (d)         | 30 octobre 2001      | [ 22 ]               |       |
| Richard Duqué (d)             | 12 juillet 2005      | [ 23 ]               |       |
| Pascale Andréani              | 13 juin 2008         | [ 24 ]               |       |
| Philippe Errera (d)           | 20 janvier 2011      | [ 25 ]               |       |
| Jean-Baptiste Mattéi (d)      | 12 juillet 2013      | [ 26 ]               |       |
| Hélène Duchêne                | 16 juin 2016         | [ 27 ]               |       |
| Muriel Domenach (d)           | 19 juin 2019         | [ 28 ]               |       |
| David Cvach (d)               | 1er août 2024        | [ 29 ]               |       |

1. ↑  Auparavant, Hervé Alphand était depuis 1950 délégué de la France au Conseil des suppléants du Pacte Atlantique[2], prédécesseur du Conseil de l'Atlantique nord.